# Munții Lotrului

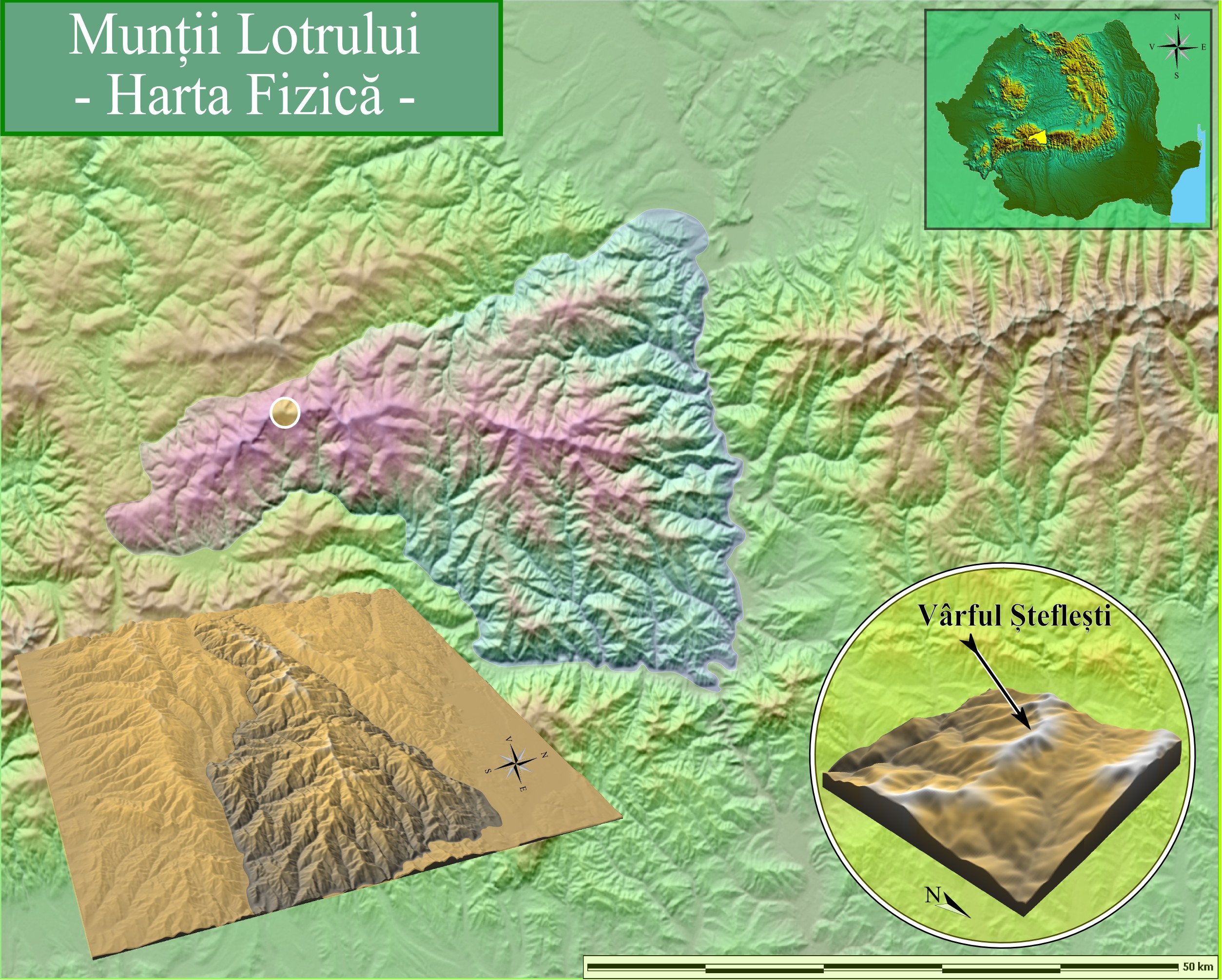
Munţii Lotrului(Harta Fizică)

Munții Lotrului  sunt o grupă muntoasă a Munților Șureanu-Parâng-Lotrului, aparținând de lanțul muntos al Carpaților Meridionali. Cel mai înalt pisc este Vârful Șteflești, având 2.242 m. 